# Pakouabo
Pakouabo è una città e sottoprefettura della Costa d'Avorio appartenente al dipartimento di Bouaflé. Conta una popolazione di 18 977 abitanti (censimento 2014).